# Hermon Hailay
Hermon Hailay, née en 1985 à Mekele en Éthiopie, est une scénariste et réalisatrice éthiopienne. Elle a réalisé plusieurs films nationaux à succès critique et commercial avant de terminer son premier long métrage théâtral, Price of Love.

## Biographie
Hermon Hailey est née dans la localité de Huruta, en Éthiopie. La mort de son père l'a incitée à devenir scénariste.

### Carrière
Hermon a à son actif plusieurs films, notamment Baleguru en 2012 et Yaltasbrew en 2013. En 2014, elle fait partie des cinq jeunes cinéastes éthiopiens choisis pour participer au Festival de Cannes « From Addis to Cannes Workshop ».

#### Price of Love
En 2015, elle fait le film a succès Price of Love qui est en sélection officielle au Festival international du film de Toronto en 2015. Il a également été projeté en Compétition Officielle au FESPACO 2015 où il a remporté le Prix Spécial de Ouagadougou. Il a ensuite participé à de nombreux festivals de films internationaux et a remporté de nombreux prix.